# Vysoký řád

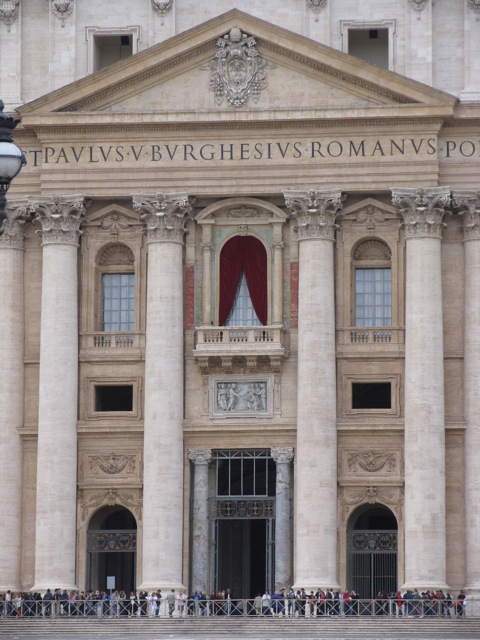
Sloupy vysokého řádu, svatopetrská bazilika v Římě.

Vysoký řád (někdy označovaný též jako kolosální) je architektonický řád, jehož sloupy či pilastry procházejí přes více než jedno patro. Zároveň se mohou objevovat menší řády v arkádách, u oken a dveří v patrech překrytých vysokým řádem. Vysoký řád je charakteristický pro římskou renesanční a zejména barokní architekturu.
Jednou z prvních staveb, kde byl tento prvek použit, byla bazilika svatého Ondřeje v lombardské Mantově v Itálii, kterou v roce 1472 navrhl Leon Battista Alberti. Z Raffaelova návrhu pro jeho vlastní dům se zdá, že všechny fasády by měly mít vysoký řád z pilastrů stoupajících alespoň přes dvě patra do výšky piana nobile. Zdá se, že jej navrhl v roce 1520, tedy dva roky před svou smrtí a dům bohužel nebyl nikdy postaven. Později vysoký řád rozpracoval Michelangelo v chrámu na římském Kapitolu (1564–1568), kde zkombinoval vysoké pilastry korintského řádu s malými iónskými sloupky, které rámovaly okna ve vrchním podlaží a lodžie níže.
Vysoký řád se stal hlavním prvkem fasády v manýristické a barokní architektuře druhé poloviny 16. století. Jeho užití Andreou Palladiem mělo v 17. století za následek vznik směru známého jako neopalladiánská architektura.